# It's Got to Be Funky
It's Got to Be Funky è un album in studio del pianista jazz statunitense Horace Silver, pubblicato nel 1993.

## Tracce
1. Funky Bunky - 7:31
2. Dufus Rufus - 5:34
3. The Lunceford Legacy - 7:03
4. The Hillbilly Bebopper - 5:28
5. The Walk Around - Look up and Down Song - 5:55
6. It's Got to Be Funky - 6:45
7. Basically Blue - 6:27
8. Song for My Father - 8:33
9. When You're in Love - 4:30
10. Put Me in the Basement - 7:19
11. Little Mama - 7:04
12. Yo' Mama's Mambo - 3:37

## Formazione
- Horace Silver - piano
- Oscar Brashear, Ron Stout, Bob Summers - tromba, flicorno
- Bob McChesney - trombone
- Maurice Spears - trombone basso
- Suzette Moriarty - corno francese
- Eddie Harris, Branford Marsalis - sassofono tenore
- Red Holloway - sassofono tenore, sassofono alto
- Bob Maize - basso
- Carl Burnett - batteria
- Andy Bey - voce